# Mount Samson
Mount Samson är en del av en befolkad plats i Australien. Den ligger i kommunen Moreton Bay och delstaten Queensland, omkring 26 kilometer nordväst om delstatshuvudstaden Brisbane. Antalet invånare är 566. Den ligger vid sjön Lake Samsonvale.
Runt Mount Samson är det ganska glesbefolkat, med 43 invånare per kvadratkilometer.. Närmaste större samhälle är Samford Valley, nära Mount Samson.
I omgivningarna runt Mount Samson växer i huvudsak städsegrön lövskog. Genomsnittlig årsnederbörd är 1 222 millimeter. Den regnigaste månaden är januari, med i genomsnitt 252 mm nederbörd, och den torraste är september, med 30 mm nederbörd.